# Hendrik Wüst

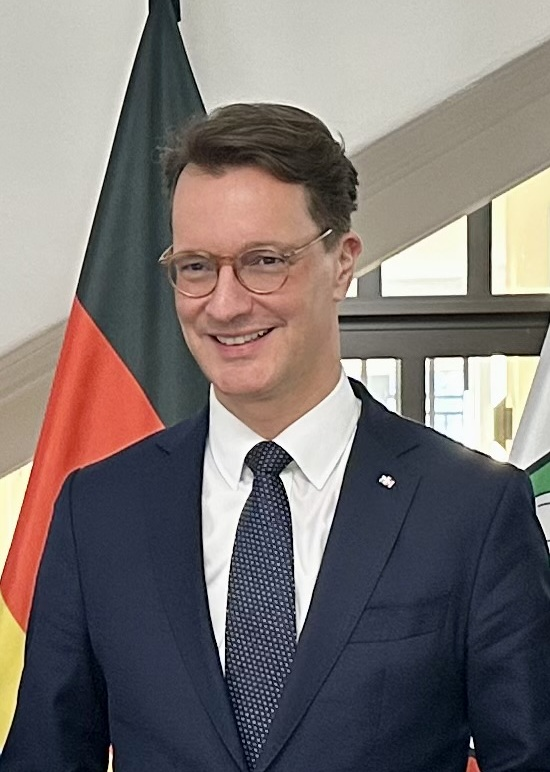
Hendrik Wüst (2025)

Hendrik Josef Wüst (* 19. Juli 1975 in Rhede) ist ein deutscher Politiker (CDU). Er ist seit dem 27. Oktober 2021 Ministerpräsident des Landes Nordrhein-Westfalen.
Zuvor war er vom 30. Juni 2017 bis zu seiner Wahl zum Ministerpräsidenten Minister für Verkehr des Landes Nordrhein-Westfalen. Seit dem 23. Oktober 2021 ist er Vorsitzender des Landesverbandes CDU Nordrhein-Westfalen, zuvor war er vom September 2006 bis zum Rücktritt im Februar 2010 dessen Generalsekretär. Seit 2005 gehört er als Mitglied dem Landtag von Nordrhein-Westfalen an.

## Leben

### Schule, Studium und Beruf
Hendrik Wüst wuchs in Rhede auf. Sein Vater war freiberuflicher Handelsvertreter für Textilmaschinen und seine Mutter gelernte Metzgerin. 1995 absolvierte er das Abitur am Euregio-Gymnasium in Bocholt. Anschließend studierte er Rechtswissenschaft an der Westfälischen Wilhelms-Universität Münster. Nach dem ersten juristischen Staatsexamen durchlief er ab 2000 das Referendariat in Münster, Coesfeld und Brüssel. Er absolvierte 2003 das zweite juristische Staatsexamen und ist seitdem als Rechtsanwalt zugelassen.
Wüst arbeitete von 2000 bis 2005 bei der Lobbyagentur Eutop International GmbH in Berlin, ab 2004 als deren Syndikus und Bevollmächtigter. Klienten sind Unternehmen, die mithilfe von Eutop Einfluss auf Ministerien ausüben wollen.
Wüst war von 2010 bis 2017 Geschäftsführer des nordrhein-westfälischen Landesverbandes der Deutschen Zeitungsverleger und der Pressefunk GmbH & Co. KG in Neuss, zudem von 2014 bis 2017 Geschäftsführer der dein.fm Holding GmbH & Co. KG in Düsseldorf.

### Politische Laufbahn

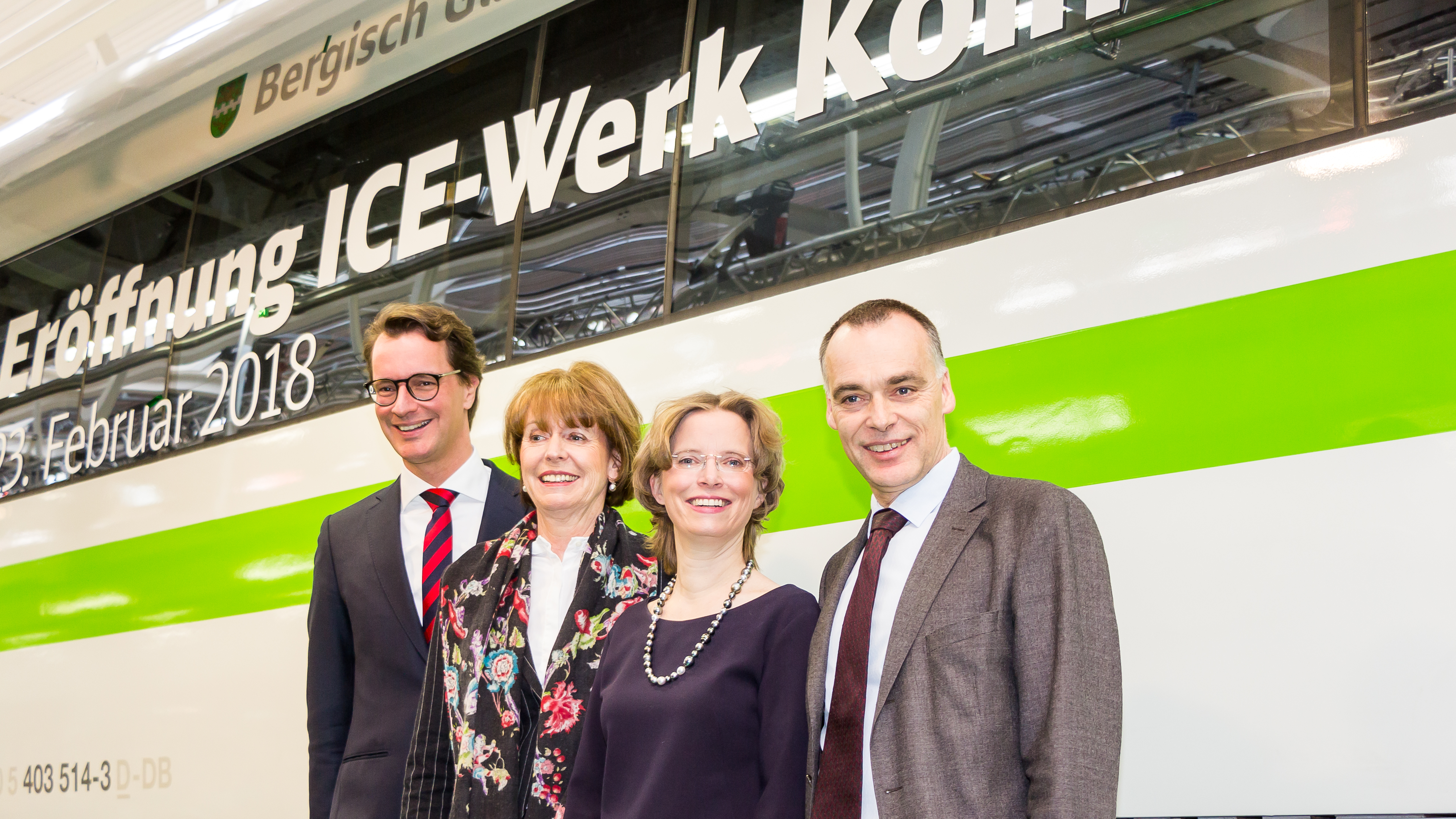
Hendrik Wüst mit Henriette Reker, Birgit Bohle und Berthold Huber bei der Eröffnung des ICE-Instandhaltungswerks Köln-Nippes (Februar 2018)

1990 war Wüst Mitbegründer des lokalen Stadtverbands der Jungen Union in Rhede. 1995 wurde er Stadtverordneter in Rhede, 1999 Mitglied des Vorstandes der CDU-Ratsfraktion sowie Aufsichtsrat der Stadtwerke in Rhede. Von 1998 bis 2000 fungierte er als Landesschatzmeister des nordrhein-westfälischen Landesverbandes der Jungen Union, von 2000 bis 2006 war er zudem deren gewählter Landesvorsitzender und damit zugleich Mitglied im Landesvorstand des nordrhein-westfälischen Landesverbandes der CDU sowie im Bezirksvorstand der CDU im Münsterland. Von 2002 bis 2012 war er erstmals Mitglied des CDU-Bundesvorstandes.

#### Landtagsabgeordneter in Nordrhein-Westfalen (seit 2005)
Bei der Landtagswahl in Nordrhein-Westfalen 2005 wurde Wüst mit 58,3 Prozent der gültigen Erststimmen im Wahlkreis Borken I zum ersten Mal direkt in den nordrhein-westfälischen Landtag gewählt und war zu diesem Zeitpunkt der jüngste Abgeordnete der CDU-Fraktion. Von 2006 bis 2010 war Wüst Generalsekretär der CDU Nordrhein-Westfalen. Er hatte zunächst nach dem Rücktritt von Hans-Joachim Reck kommissarisch das Amt übernommen und wurde am 16. September 2006 in Münster mit 89,4 Prozent der Stimmen offiziell im Amt bestätigt.
Im Dezember 2009 wurde Wüst vorgeworfen, er habe seit April 2006 vom Land Nordrhein-Westfalen unzulässigerweise Zuschüsse zu seiner privaten Krankenversicherung und auch zur Pflegeversicherung erhalten. Wüst erklärte dazu, von einem Schreiben hierzu habe er sich als „Privatversicherter schlicht nicht angesprochen gefühlt“. Es stellte sich heraus, dass es sich bei Wüst nicht um einen Einzelfall handelte. Seit 1994 gab es insgesamt 20 Fälle, in denen Abgeordnete dem nordrhein-westfälischen Landtag Zuschüsse des Arbeitgebers nicht oder zu spät gemeldet haben. Sie alle mussten das zu viel erhaltene Geld zurückzahlen, in Wüsts Fall waren dies 6.100 Euro. Als Konsequenz aus den Fällen präzisierte der Landtag das Abgeordnetengesetz. Für die Affäre um Schreiben der NRW-CDU, in denen verschiedenen Sponsoren Gesprächstermine mit Ministerpräsident Jürgen Rüttgers gegen Bezahlung angeboten wurden, übernahm Wüst die politische Verantwortung und erklärte am 22. Februar 2010 seinen Rücktritt als Generalsekretär.
Nachdem er bei der Landtagswahl in Nordrhein-Westfalen 2010 mit 49,6 Prozent der Stimmen erneut seinen Wahlkreis gewonnen hatte, wählten ihn die Abgeordneten der CDU-Landtagsfraktion zu ihrem wirtschaftspolitischen Sprecher. Von 2010 bis 2017 war die NRW-CDU in der Opposition. Bei der Landtagswahl in Nordrhein-Westfalen 2012 erhielt Wüst im Wahlkreis 45,8 Prozent, bei der Landtagswahl in Nordrhein-Westfalen 2017 52,9 Prozent und bei der Landtagswahl in Nordrhein-Westfalen 2022 60,7 Prozent der gültigen Erststimmen.
Ab 2013 war Wüst Landesvorsitzender der Mittelstands- und Wirtschaftsunion der CDU in Nordrhein-Westfalen. Am 23. Oktober 2021 wurde er als Nachfolger von Armin Laschet zum Landesvorsitzenden der NRW-CDU gewählt.

#### Minister für Verkehr von Nordrhein-Westfalen (2017 bis 2021)

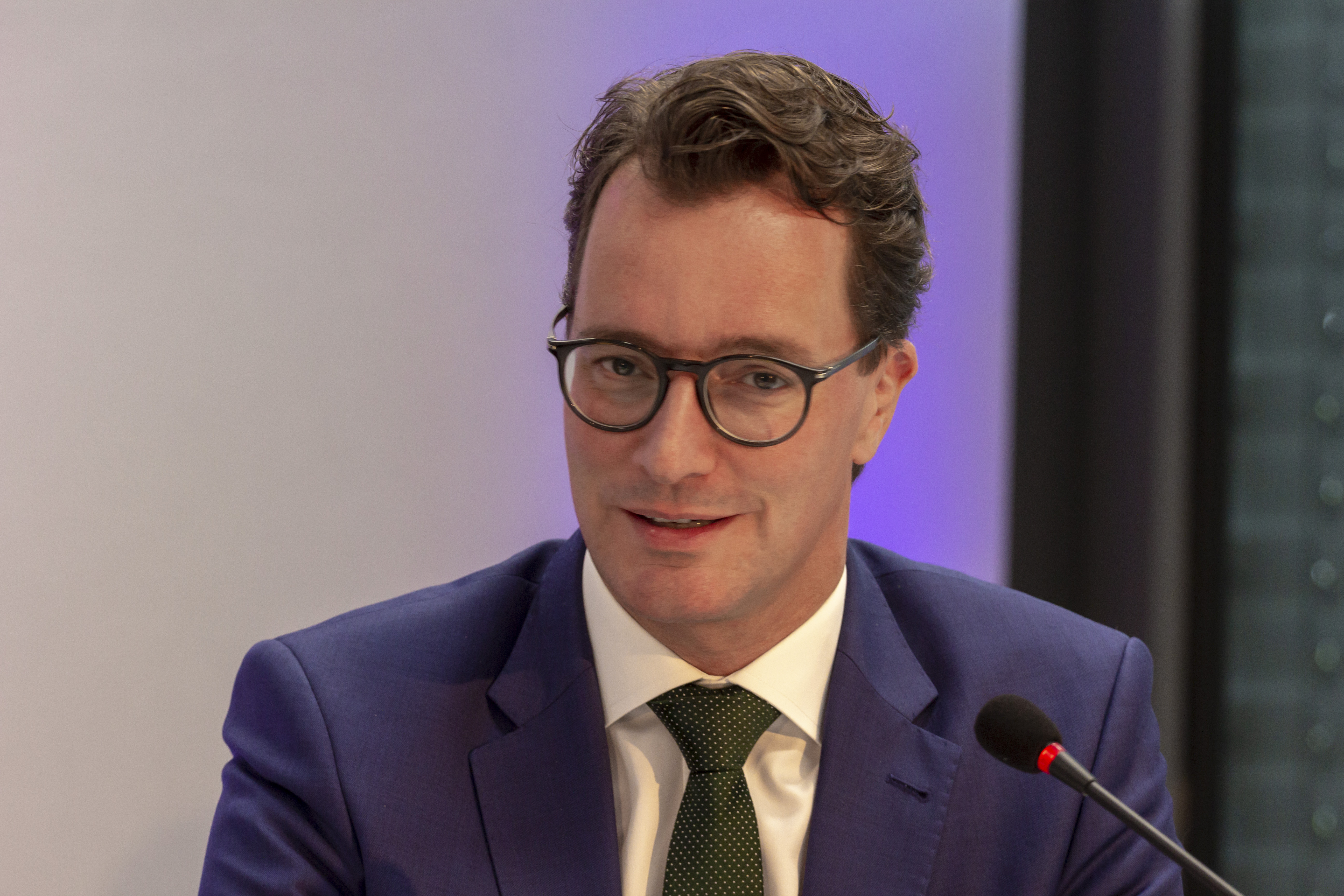
Hendrik Wüst (2019)

Am 30. Juni 2017 berief Ministerpräsident Armin Laschet Wüst als Minister für Verkehr des Landes Nordrhein-Westfalen in sein Kabinett der 17. Wahlperiode.

#### Ministerpräsident von Nordrhein-Westfalen (seit 2021)

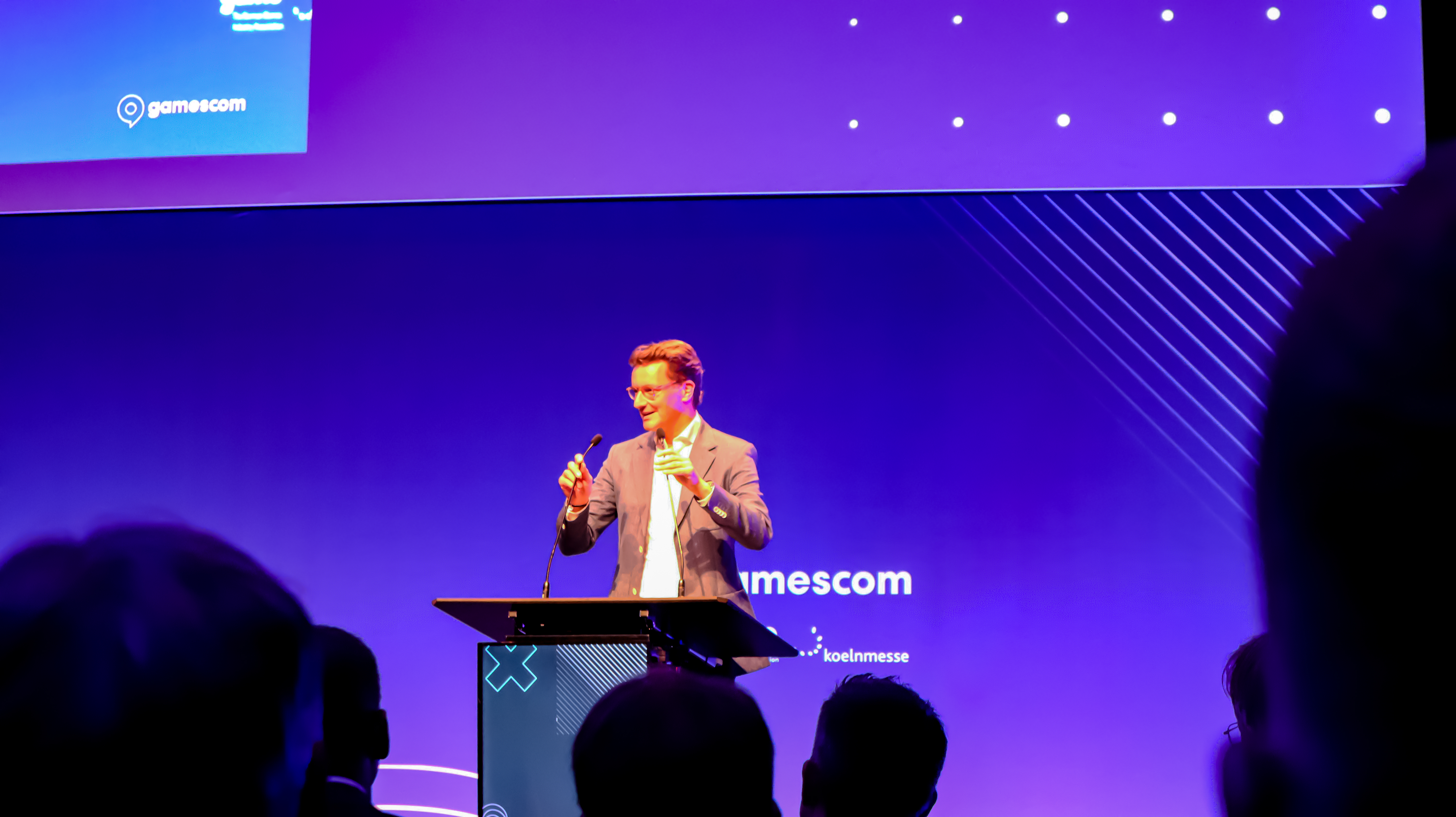
Hendrik Wüst bei der politischen Eröffnung der Gamescom 2022

Ministerpräsident Armin Laschet stellte am 5. Oktober 2021 Wüst als seinen designierten Nachfolger vor. Zudem wurde Wüst beim Landesparteitag am 23. Oktober in Bielefeld auch zum Vorsitzenden der NRW-CDU und zum Spitzenkandidaten für die Landtagswahl im Mai 2022 gewählt. Laschet hatte vor der Bundestagswahl 2021 erklärt, er gehe „ohne Rückfahrkarte“ nach Berlin – auch wenn er nicht Bundeskanzler werde. Bodo Löttgen, Vorsitzender der CDU-Fraktion im Landtag Nordrhein-Westfalen, erklärte, dass er davon ausgehe, dass Laschet mit der konstituierenden Sitzung des 20. Deutschen Bundestages am 26. Oktober 2021 sein Bundestagsmandat antrete. Am 27. Oktober 2021 wurde Wüst vom Landtag mit 103 zu 90 Stimmen, drei Stimmen mehr als die Koalition aus CDU und FDP im Landtag hat, zum zwölften Ministerpräsidenten von Nordrhein-Westfalen gewählt. Zugleich ist er auch Vorsitzender der Ministerpräsidentenkonferenz. Durch sein Ministerpräsidentenamt ist er außerdem beratendes Mitglied des Präsidiums der CDU. Vom 1. Januar bis zum 31. Dezember 2022 war er zudem Bevollmächtigter der Bundesrepublik Deutschland für kulturelle Angelegenheiten im Rahmen des Vertrags über die deutsch-französische Zusammenarbeit.
Bei der Landtagswahl am 14. Mai 2022 konnte die CDU unter der Führung Wüsts ihren Stimmenanteil erneut steigern. Am 28. Juni 2022 wurde Wüst vom Landtag mit 106 von 181 abgegebenen Stimmen erneut zum Ministerpräsidenten gewählt.
Wüst wurde im Vorfeld der Bundestagswahl 2025 als Kanzlerkandidat der Union gehandelt und schloss dies selbst zunächst auch nicht aus, zog sich aber dann am 16. September 2024 zurück und gab seine Unterstützung für den CDU-Vorsitzenden Friedrich Merz bekannt, Teile seines Statements wurden auch als Spitzen gegen den neben Merz aussichtsreichsten Kandidaten Markus Söder sowie Andeutungen auf eine mögliche eigene Bewerbung 2029 oder 2033 gewertet.

### Privates
Wüst ist römisch-katholisch. Seit 2019 ist er verheiratet mit der Juristin Katharina Wüst (geb. Starting) und wurde 2021 Vater einer Tochter. Seit 2007 ist er Inhaber eines Jagdscheins und passionierter Jäger.
Wüst ist unter anderem Kurator der in Essen ansässigen Brost-Stiftung und Vorsitzender der Jerusalem Foundation Deutschland.

## Politische Positionen
Ende 2007 verfasste Wüst gemeinsam mit Markus Söder, Philipp Mißfelder, Stefan Mappus, David McAllister und Christian Baldauf ein Positionspapier mit dem Titel Moderner bürgerlicher Konservatismus – Warum die Union wieder mehr an ihre Wurzeln denken muss, das zur Gründung der Einsteinconnection führte. Im Gegensatz zu der liberalen und der sozialen Wurzel der Unionsparteien sahen sie die dritte, die bürgerlich-konservative, nicht gleichwertig gewichtet und zu sehr „in den Hintergrund getreten, weil die Große Koalition zu vielen Kompromissen zwingt. Eine sichtbare Akzentuierung auch ihrer bürgerlich-konservativen Wurzel ist aber für die Mehrheitsfähigkeit der Union von zentraler Bedeutung.“ McAllister und Baldauf distanzierten sich später von dem Positionspapier.
Nach Kritik an der Geschlechterverteilung an der Spitze des Kabinetts von Olaf Scholz schlug Wüst für die Wahl des deutschen Bundespräsidenten 2022 vor, dass eine Frau von der CDU das Amt übernehmen solle.
Am 22. Dezember 2021 hatte sich Wüst im Untersuchungsausschuss des Landtages Nordrhein-Westfalen zur Flutkatastrophe den kritischen Fragen der Opposition stellen müssen, da er zum Zeitpunkt des Unglücks Verkehrsminister des Landes war. Wüst bezeichnete unter anderem die Landesregierung als „jederzeit handlungsfähig“ und wies Vorwürfe um seinen Urlaub zur Zeit des Unglücks von sich.
Auch im Parlamentarischen Untersuchungsausschuss III des Landtages Nordrhein-Westfalen zur Talbrücke Rahmede sowie zum Brückeninfrastrukturstau in Nordrhein-Westfalen steht u. a. Wüst in seiner Funktion als Verkehrsminister in der Kritik.
Nach der gewonnenen Landtagswahl 2022 setzte sich Hendrik Wüst gemeinsam mit seinem grünen Koalitionspartner dafür ein, dass Abschiebungen bei abgelehnten Asylbewerbern nicht mehr der Regelfall sein und dass die Verteilung von Asylbewerbern auf die Kommunen früher als bisher erfolgen sollte. Das unter Führung von Wüst im Koalitionsvertrag niedergelegte Prinzip „Bleiberecht vor Abschiebung“ wurde vom Flüchtlingsrat NRW begrüßt.

## Kabinette
- Kabinett Laschet (Minister für Verkehr; 2017–2021)
- Kabinett Wüst I (Ministerpräsident; 2021–2022)
- Kabinett Wüst II (Ministerpräsident; ab 2022)